# Juho Aarne Pekkalainen
Johan Anders "Juho Aarne" Pekkalainen (Viipuri, Carèlia, 20 de maig de 1895 - Turku, Varsinais-Suomi, 19 de març de 1958) va ser un regatista finlandès que va competir a començaments del segle xx.
El 1912 va prendre part en els Jocs Olímpics d'Estocolm, on va guanyar la medalla de plata en la categoria de 10 metres del programa de vela. Pekkalainen navegà a bord del Nina junt a Waldemar Björkstén, Jacob Björnström, Bror Brenner, Erik Lindh, Allan Franck i Harry Wahl.